# (2188) Orlenok
(2188) Orlenok est un astéroïde de la ceinture principale.

## Description
(2188) Orlenok est un astéroïde de la ceinture principale. Il fut découvert le 28 octobre 1976 à Naoutchnyï par Lioudmila Jouravliova. Il présente une orbite caractérisée par un demi-grand axe de 2,90 UA, une excentricité de 0,09 et une inclinaison de 2,7° par rapport à l'écliptique.

## Compléments